# Сан Мартино ди Ночето (Ђенова)
Сан Мартино ди Ночето је насеље у Италији у округу Ђенова, региону Лигурија.
Према процени из 2011. у насељу је живело 317 становника. Насеље се налази на надморској висини од 223 м.